# Новица Ракочевић
Новица Ракочевић (Требаљево, 15. јануар 1927 – Подгорица, 16. јун 1998) био је српски историчар из Црне Горе. Бавио се проучавањем новије историје српског народа, са посебним тежиштем на проучавању нововјековне и савремене историје Црне Горе у раздобљу од 18. до 20. вијека. Био је један од највећих стручњака за политичку историју Књажевине Црне Горе (1852–1910) и Краљевине Црне Горе (1910–1918), као и један од најбољих познавалаца лика и дјела црногорског књаза и краља Николе Петровића-Његоша (1860–1918).

## Биографија
Рођен је у селу Требаљеву код Колашина, у српској православној породици. Основно образовање је стекао у родном месту, након чега је наставио школовање у гимназијама у Колашину и Беранама. Био је учесник НОБ од 1943. године. По завршетку рата, определио се за студије историје. Дипломирао је 1952. године, на Филозофском факултету у Загребу. Потом је радио као наставник историје у Колашину, Котору и Бијелом Пољу. Почевши од 1959. године, радио је у Историјском институту у Подгорици. Докторирао је 1965. године на Филозофском факултету у Београду, са дисертацијом под називом: Црна Гора под аустро-угарском окупацијом 1916-1918. године. Објавио је велики број научних радова и стручних прилога у разним часописима и зборницима, а такође је написао и неколико капиталних монографских студија о историји Црне Горе у другој половини 19. и првој половини 20. вијека.
Полазећи од историјских извора, досљедно се противио покушајима прекрајања црногорске историје, указујући на чињеницу да је Црна Гора у вријеме владичанства, књажевине и краљевине била српска национална држава, наглашавајући тим поводом да Црногорци припадају српском националном корпусу.

## Важнији радови
- Ракочевић, Новица (1960). „Прилози историји аустро-угарске окупације Црне Горе 1916-1918”. Историјски записи. 13 (17/3): 611—641.
- Ракочевић, Новица (1961). „Набавка оружја од стране Црне Горе у балканском и првом свјетском рату”. Историјски записи. 14 (18/1): 143—153.
- Ракочевић, Новица (1961). „Став Црне Горе према уједињењу Бугарске и српско-бугарском рату 1885. године”. Историјски записи. 14 (18/4): 623—636.
- Ракочевић, Новица (1962). „Исељавање муслимана и разграничење Црне Горе и Турске у области Колашина послије Берлинског уговора”. Историјски записи. 15 (19/2): 255—274.
- Ракочевић, Новица (1962). „Стање на црногорско-турској граници уочи балканског рата (1908-1912)”. Историјски записи. 15 (19/3-4): 485—515.
- Ракочевић, Новица (1966). „Ловћенски одред у Првом свјетском рату 1914-1916. године”. 19 (23/2): 253—319.
- Ракочевић, Новица (1967). „Покушај нове административне подјеле Црне Горе на почетку 1910. године”. 20 (24/2): 303—313.
- Ракочевић, Новица (1967). „Односи између Црне Горе и Аустро-Угарске од завршетка Скадарске кризе маја 1913. до Сарајевског атентата”. Југословенски народи пред Први светски рат. Београд: Научно дело. стр. 819—845.
- Ракочевић, Новица (1968). „Борбе Херцеговачког одреда Црногорске војске у јануару 1916. године”. Историјски записи. 21 (25/2): 223—250.
- Ракочевић, Новица (1968). „Узроци исељавања црногорског становништва у 1904. години (према аустроугарским документима)”. Историјски записи. 21 (25/3): 483—486.
- Ракочевић, Новица (1969). Црна Гора у Првом свјетском рату 1914-1918. Цетиње: Обод.
- Rakočević, Novica (1969). „Pokret za ujedinjenje Crne Gore sa Srbijom među interniranim Crnogorcima i kod komitskog pokreta u Crnoj Gori u periodu 1916-1918. godine”. Naučni skup u povodu 50-godišnjice raspada Austro-Ugarske monarhije i stvaranja jugoslavenske države. Zagreb: Jugoslavenska akademija znanosti i umjetnosti. стр. 173—180.
- Ракочевић, Новица (1970). „Политичка активност књаза Мирка Петровића у току аустро-угарске окупације Црне Горе”. 23 (27/1): 251—271.
- Ракочевић, Новица (1972). „Избори за Црногорску народну скупштину у јануару 1914. године и програм владе генерала Јанка Вукотића”. 25 (29/3-4): 413—430.
- Ракочевић, Новица (1973). „Неки подаци о стању у српској војсци у Црној Гори крајем 1915. године”. 26 (30/1-2): 131—141.
- Ракочевић, Новица (1977). „Бомбашка афера и црногорска народна скупштина”. 30 (34/1): 167—175.
- Ракочевић, Новица (1981). Политички односи Црне Горе и Србије 1903-1918. Цетиње: Историјски институт.
- Ракочевић, Новица (1983). Црна Гора и Аустро-Угарска 1903-1914. Титоград: Историјски институт.
- Ракочевић, Новица (1983). „Лична власт књаза и уставне борбе”. Историја српског народа. књ. 6, св. 1. Београд: Српска књижевна задруга. стр. 208—231.
- Ракочевић, Новица (1983). „У предвечерје светског рата”. Историја српског народа. књ. 6, св. 1. Београд: Српска књижевна задруга. стр. 232—259.
- Ракочевић, Новица (1983). „Политичке и друштвене прилике”. Историја српског народа. књ. 6, св. 1. Београд: Српска књижевна задруга. стр. 263—290.
- Rakočević, Novica (1983). „Politička i ekonomska osnova ideje ujedinjenja u Crnoj Gori”. Stvaranje jugoslovenske države 1918. Beograd: Institut za savremenu istoriju. стр. 47—58.
- Ракочевић, Новица (1984). „Односи Црне Горе и Србије 1903-1918”. Историјски записи. 37 (47/3-4): 89—104.
- Милићевић, Јован; Ракочевић, Новица (1986). „Црна Гора од 1735-1797”. Историја српског народа. књ. 4, св. 1. Београд: Српска књижевна задруга. стр. 498—530.
- Ракочевић, Новица (1988). „Опредјељивање Црногораца за уједињење у току рата 1914-1918. године”. Историјски записи. 41 (51/3-4): 129—161.
- Ракочевић, Новица (1988). „Политичке борбе међу црногорском емиграцијом 1917. око питања уједињења Црне Горе са Србијом и осталим југословенским земљама”. Научни скуп Србија 1917. године. Београд: Историјски институт САНУ. стр. 181—190.
- Ракочевић, Новица (1989). „Војна и политичка ситуација у Црној Гори од почетка августа 1918. до засиједања Подгоричке скупштине”. Србија 1918. године и стварање југословенске државе. Београд: Историјски институт САНУ. стр. 53—66.
- Ракочевић, Новица (1997). Црногорска народна скупштина 1906-1914. Подгорица: Унирекс.
- Ракочевић, Новица (1997). „Војнополитичка ситуација у Црној Гори 1914. године”. Мојковачка операција 1915-1916: Зборник радова са научног скупа. Београд: Институт за савремену историју. стр. 13—21.
- Ракочевић, Новица (1998). „Прилог питању капитулације црногорске војске 1916”. Црна Гора у Првом свјетском рату: Зборник радова. 2. Подгорица: Историјски институт. стр. 153—160.